# 交響曲第4番 (バックス)
交響曲第4番 変ホ長調は、アーノルド・バックスが作曲した交響曲。

## 概要
この作品は1930年の秋から冬にかけての間に、スコットランドの西部に位置するモラーで書かれた。彼は交響曲第3番以降、この地で作曲の筆を進めることを恒例としていた。1930年代、モラー逗留には愛人関係にあったメアリー・グリーヴズが帯同していた。1928年以降、バックスが生涯にわたり保ち続けることになる彼女との恋愛関係は、その初期には彼にとって大きな霊感の源となったのであった。
曲は作曲家のポール・コーダーへと献呈された。バックスは王立音楽アカデミー在学中に彼の父フレデリック・コーダーの薫陶を受けており、ポールとはドレスデンで共に過ごしていた。ポールはバックス作品の校訂を行っており、この献呈はその仕事に対する返礼ではないかと考えられる。初演は1932年3月に、ベイジル・キャメロンの指揮、サンフランシスコ交響楽団の演奏で行われた。ロンドン初演ではマルコム・サージェントがタクトを握った。
バックスは海から着想を得て本作を作曲したと述べている。ここでの海とはアイルランド北部から望む大西洋のことである。大西洋岸では、「灰色の魅惑、優しく、恐ろしい」ものが打ち寄せるのだとバックス自身が語っている。
曲は1932年に出版され、バックス作品としては初となるミニチュア・スコアも1934年に世に出されている。

## 楽器編成
ピッコロ、フルート3、オーボエ2、コーラングレ、クラリネット3、バスクラリネット、ファゴット2、コントラファゴット、ホルン6、トランペット3、トロンボーン3、ユーフォニウム、チューバ、ティンパニ、バスドラム、スネアドラム、タンバリン、シンバル、ゴング、シロフォン、グロッケンシュピール、チェレスタ、オルガン、ハープ、弦五部。

## 楽曲構成

### 第1楽章
Allegro moderato
変ホ音を保持する豊かな低音の響きに支えられ、力強い主題によって開始する。潮が満ち引きを繰り返すかのような動きを経て、スコッチ・スナップのリズムを用いた主題群が現れる。第2の主題群はコーラングレ、4つのチェロ独奏が伴奏する中でフルートによって提示される。最後は喜ばしく、堂々と締めくくられる。

### 第2楽章
Lento moderato
この楽章でも海の音楽は続く。曲中には1918年に作曲されたピアノのための『A Romance』が引用されている。これは元来、ハリエット・コーエンのために書かれた楽曲であったが、メアリー・グリーヴズとの関連を匂わせるところもある。変ホ長調で木管楽器からはじまり次第に力を得ていくこの主題も、やはり海を想起させるものとなっている。

### 第3楽章
Allegro
大胆かつ陽気な行進曲となっている。第1楽章冒頭を超える衝撃と共に開始する。行進曲が続くが、木管とヴァイオリン独奏によって落ち着いて緊張が和らげられる。華麗な管弦楽の音響を独奏楽器にまで抑制するバックスの手腕は注目に値する。最後には行進が回帰し、これまでの楽想を総括しつつ大音響で全曲の幕を閉じる。